# Bathyphantes nangqianensis
Bathyphantes nangqianensis är en spindelart som beskrevs av Hu 200. Bathyphantes nangqianensis ingår i släktet Bathyphantes och familjen täckvävarspindlar. Inga underarter finns listade.